# Henry Eliot, V conte di St. Germans
Henry Cornwallis Eliot, V conte di St. Germans (Londra, 11 febbraio 1835 – Port Eliot, 24 settembre 1911), è stato un nobile inglese.

## Biografia
Era il figlio di Edward Eliot, III conte di St. Germans, e di sua moglie, Lady Jemima Cornwallis. Venne educato all'Eton College e servì come guardiamarina della Royal Navy nel Mediterraneo (1848-1853). Lavorò nel Foreign Office (1855-1881).
Nel luglio 1867, fu segretario per una missione speciale del conte Vane a San Pietroburgo per investire l'imperatore della Russia con l'ordine della giarrettiera.

## Matrimonio
Sposò, il 18 ottobre 1881, Emily Harriet Labouchere (24 giugno 1844-18 ottobre 1933), figlia di Henry Labouchere, I barone Taunton. Ebbero due figli:
- Edward Henry John Cornwallis Eliot, Lord Eliot (30 agosto 1885-24 agosto 1909)
- John Eliot, VI conte di St. Germans (11 giugno 1890-31 marzo 1922)

## Morte
Morì il 24 settembre 1911, a Port Eliot.

## Ascendenza
|                                               |                                               |                                                     | Genitori                                       |  |  | Nonni |  |  | Bisnonni                               |  |  | Trisnonni         |  |
|                                               |                                               |                                                     |                                                |  |  |       |  |  | 8. Edward Craggs-Eliot, I barone Eliot |  |  | 16. Richard Eliot |  |
|                                               |                                               |                                                     |                                                |  |  |       |  |  | 8. Edward Craggs-Eliot, I barone Eliot |  |  | 16. Richard Eliot |  |
|                                               |                                               | 17. Harriot Craggs                                  |                                                |  |  |       |  |  | 8. Edward Craggs-Eliot, I barone Eliot |  |  |                   |  |
| 4. William Eliot, II conte di St. Germans     |                                               |                                                     |                                                |  |  |       |  |  | 8. Edward Craggs-Eliot, I barone Eliot |  |  |                   |  |
|                                               |                                               | 9. Catherine Elliston                               | 18. Edward Elliston                            |  |  |       |  |  |                                        |  |  |                   |  |
|                                               |                                               | 9. Catherine Elliston                               | 18. Edward Elliston                            |  |  |       |  |  |                                        |  |  |                   |  |
|                                               |                                               | 9. Catherine Elliston                               | 19. Catherine Gibbon                           |  |  |       |  |  |                                        |  |  |                   |  |
| 2. Edward Eliot, III conte di St. Germans     |                                               | 9. Catherine Elliston                               |                                                |  |  |       |  |  |                                        |  |  |                   |  |
|                                               |                                               | 10. Granville Leveson-Gower, I marchese di Stafford | 20. John Leveson-Gower, I conte di Gower       |  |  |       |  |  |                                        |  |  |                   |  |
|                                               |                                               | 10. Granville Leveson-Gower, I marchese di Stafford | 20. John Leveson-Gower, I conte di Gower       |  |  |       |  |  |                                        |  |  |                   |  |
|                                               |                                               | 10. Granville Leveson-Gower, I marchese di Stafford | 21. Evelyn Pierrepont                          |  |  |       |  |  |                                        |  |  |                   |  |
| 5. Georgina Leveson-Gower                     |                                               | 10. Granville Leveson-Gower, I marchese di Stafford |                                                |  |  |       |  |  |                                        |  |  |                   |  |
|                                               |                                               | 11. Susannah Stewart                                | 22. Alexander Stewart, VI conte di Galloway    |  |  |       |  |  |                                        |  |  |                   |  |
|                                               |                                               | 11. Susannah Stewart                                | 22. Alexander Stewart, VI conte di Galloway    |  |  |       |  |  |                                        |  |  |                   |  |
|                                               |                                               | 11. Susannah Stewart                                | 23. Catherine Cochrane                         |  |  |       |  |  |                                        |  |  |                   |  |
| 1. Henry Eliot, V conte di St. Germans        |                                               | 11. Susannah Stewart                                |                                                |  |  |       |  |  |                                        |  |  |                   |  |
|                                               | 12. Charles Cornwallis, I marchese Cornwallis | 24. Charles Cornwallis, I conte Cornwallis          |                                                |  |  |       |  |  |                                        |  |  |                   |  |
|                                               | 12. Charles Cornwallis, I marchese Cornwallis | 24. Charles Cornwallis, I conte Cornwallis          |                                                |  |  |       |  |  |                                        |  |  |                   |  |
|                                               | 12. Charles Cornwallis, I marchese Cornwallis | 25. Elizabeth Townshend                             |                                                |  |  |       |  |  |                                        |  |  |                   |  |
| 6. Charles Cornwallis, II marchese Cornwallis | 12. Charles Cornwallis, I marchese Cornwallis |                                                     |                                                |  |  |       |  |  |                                        |  |  |                   |  |
|                                               |                                               | 13. Jemima Tullekin Jones                           | 26. James Jones                                |  |  |       |  |  |                                        |  |  |                   |  |
|                                               |                                               | 13. Jemima Tullekin Jones                           | 26. James Jones                                |  |  |       |  |  |                                        |  |  |                   |  |
|                                               |                                               | 13. Jemima Tullekin Jones                           | …                                              |  |  |       |  |  |                                        |  |  |                   |  |
| 3. Jemima Cornwallis                          |                                               | 13. Jemima Tullekin Jones                           |                                                |  |  |       |  |  |                                        |  |  |                   |  |
|                                               |                                               | 14. Alexander Gordon, IV duca di Gordon             | 28. Cosmo Gordon, III duca di Gordon           |  |  |       |  |  |                                        |  |  |                   |  |
|                                               |                                               | 14. Alexander Gordon, IV duca di Gordon             | 28. Cosmo Gordon, III duca di Gordon           |  |  |       |  |  |                                        |  |  |                   |  |
|                                               |                                               | 14. Alexander Gordon, IV duca di Gordon             | 29. Catherine Gordon                           |  |  |       |  |  |                                        |  |  |                   |  |
| 7. Louisa Gordon                              |                                               | 14. Alexander Gordon, IV duca di Gordon             |                                                |  |  |       |  |  |                                        |  |  |                   |  |
|                                               |                                               | 15. Jane Maxwell                                    | 30. William Maxwell, III baronetto di Monreith |  |  |       |  |  |                                        |  |  |                   |  |
|                                               |                                               | 15. Jane Maxwell                                    | 30. William Maxwell, III baronetto di Monreith |  |  |       |  |  |                                        |  |  |                   |  |
|                                               |                                               | 15. Jane Maxwell                                    | 31. Magdalena Blair                            |  |  |       |  |  |                                        |  |  |                   |  |
|                                               |                                               | 15. Jane Maxwell                                    |                                                |  |  |       |  |  |                                        |  |  |                   |  |